# Opius saevus
Opius saevus är en stekelart som beskrevs av Alexander Henry Haliday 1837. Opius saevus ingår i släktet Opius och familjen bracksteklar. Inga underarter finns listade i Catalogue of Life.